# Tekoma

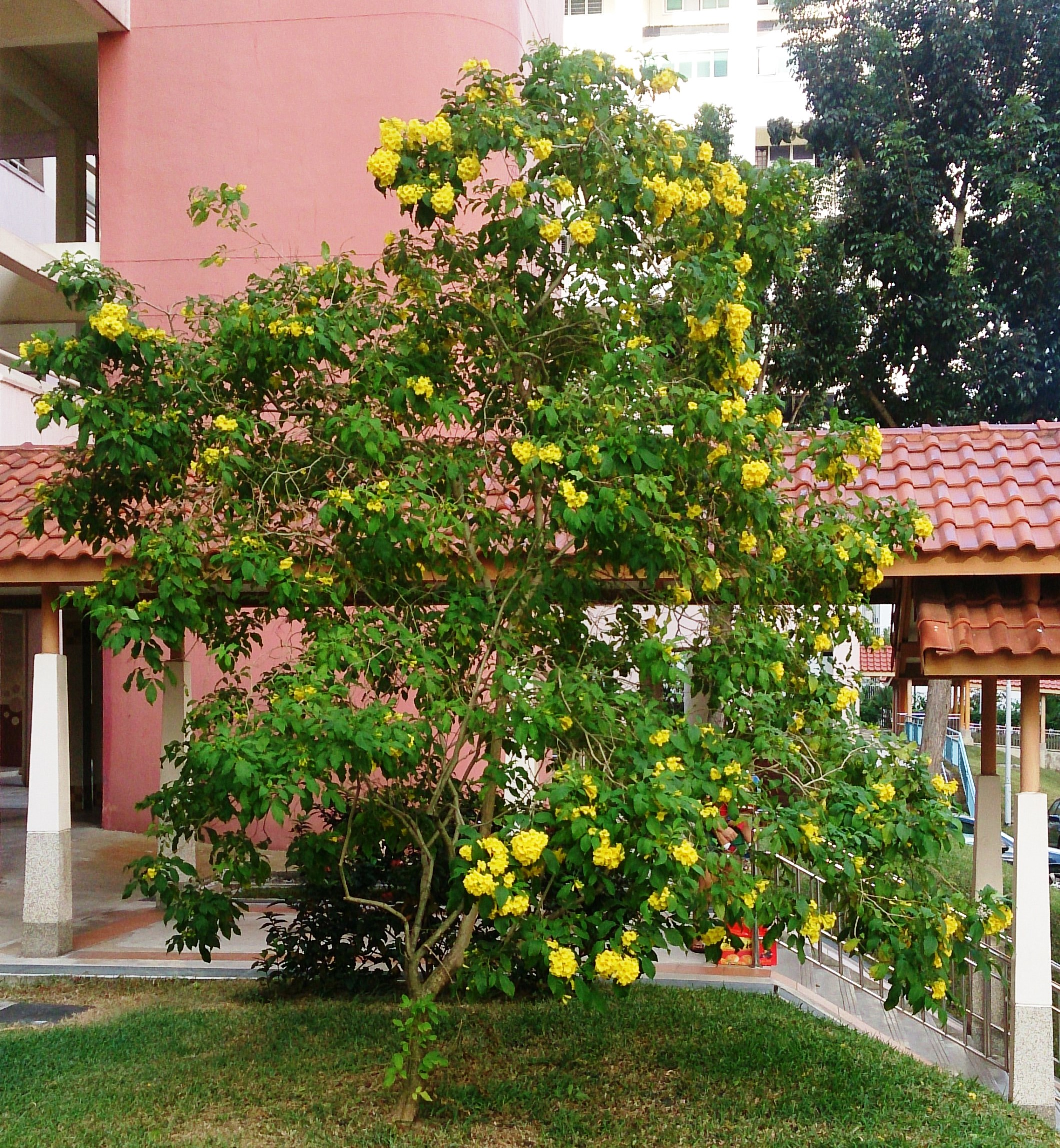
Tekoma vzpřímená

Tekoma (Tecoma), česky též protiha, je rod dřevin z čeledi trubačovité (Bignoniaceae). Jsou to keře a nevelké stromy obvykle se zpeřenými listy a nápadnými žlutými až červenými květy. Rod zahrnuje 8 druhů a je rozšířen v Americe od jižních oblastí USA po Argentinu. Některé druhy jsou pěstovány v tropech a subtropech jako okrasné dřeviny, zejména tekoma vzpřímená. Je často pěstována i ve Středomoří.

## Popis
Tekomy jsou keře a malé stromy. Listy jsou lichozpeřené nebo výjimečně jednoduché (Tecoma castanifolia), lístky jsou na okraji pilovité. Květenství jsou vrcholové hrozny nebo laty. Kalich je zvonkovitý, s trojúhelníkovitými cípy. Koruna je zvonkovitě až trubkovitě nálevkovitá, nejčastěji žlutá, oranžová nebo červená, mimo okrajů laloků většinou lysá. Tyčinky nevyčnívají z květů. Semeník je podlouhlý. Tobolky jsou dlouhé a úzké, lehce smáčknuté, hladké. Pukají 2 podélnými, lehce kožovitými chlopněmi. Semena jsou podlouhlá, se 2 širokými blanitými křídly.

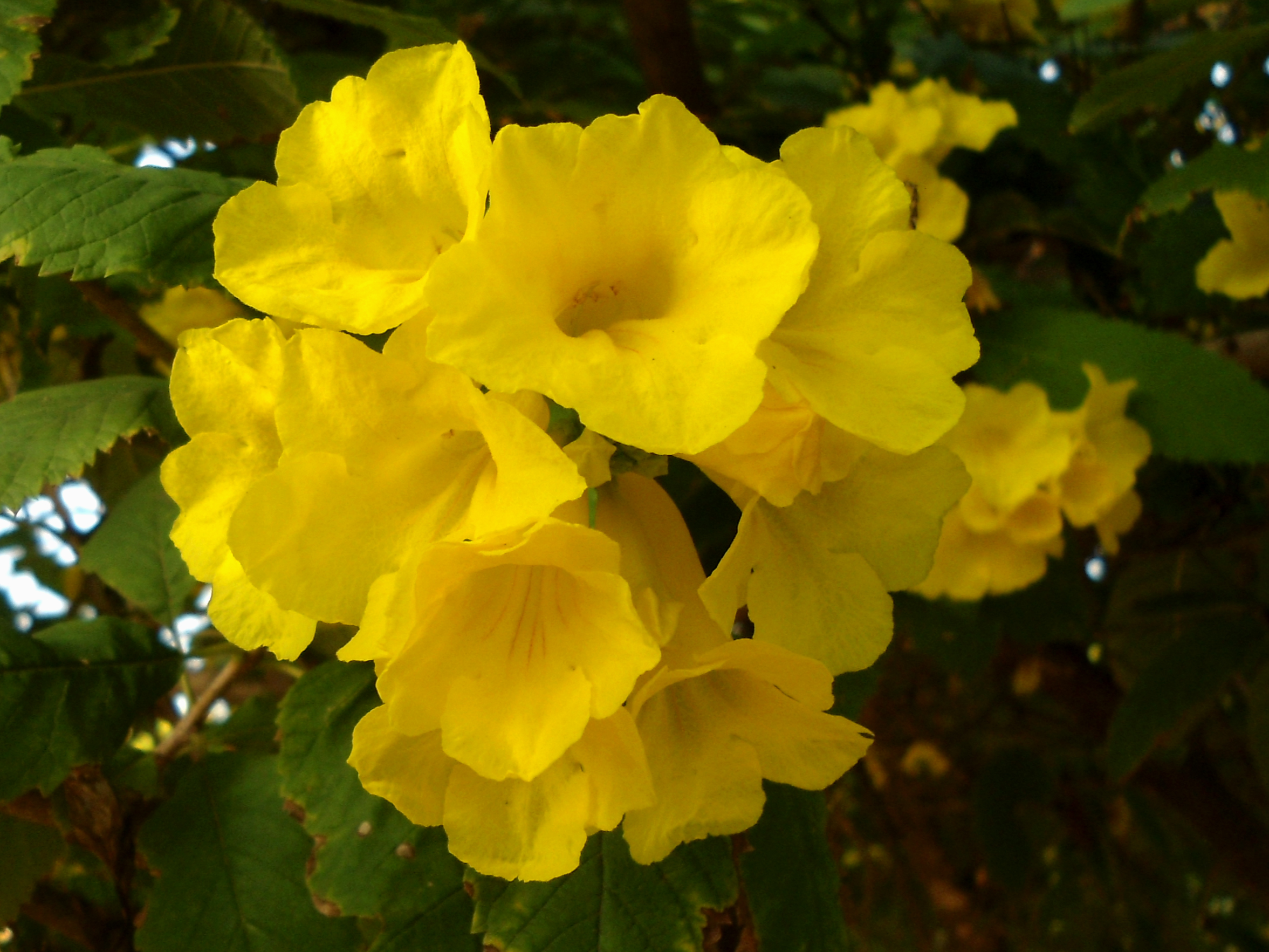
Květenství tekomy vzpřímené
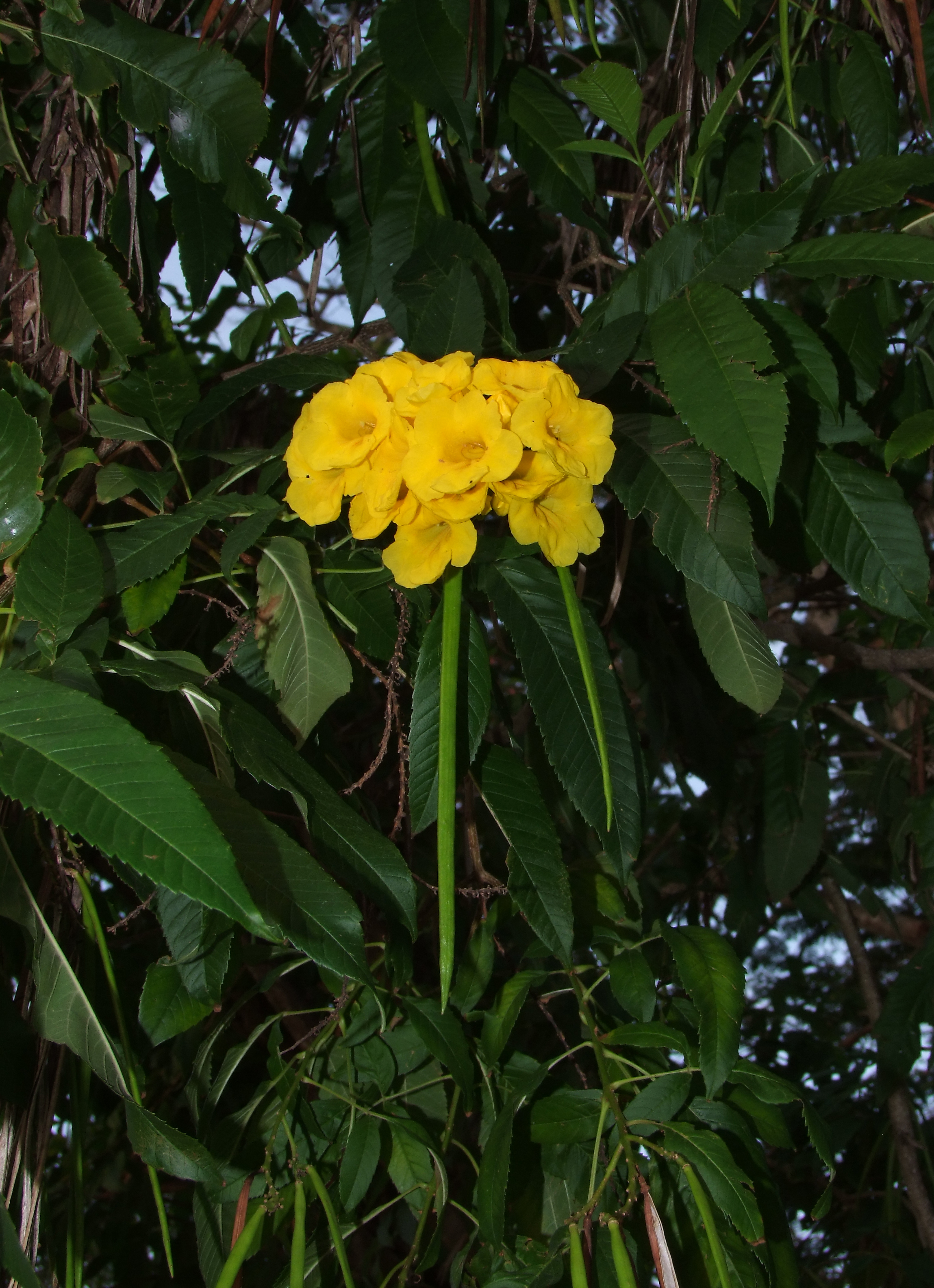
Tecoma castanifolia
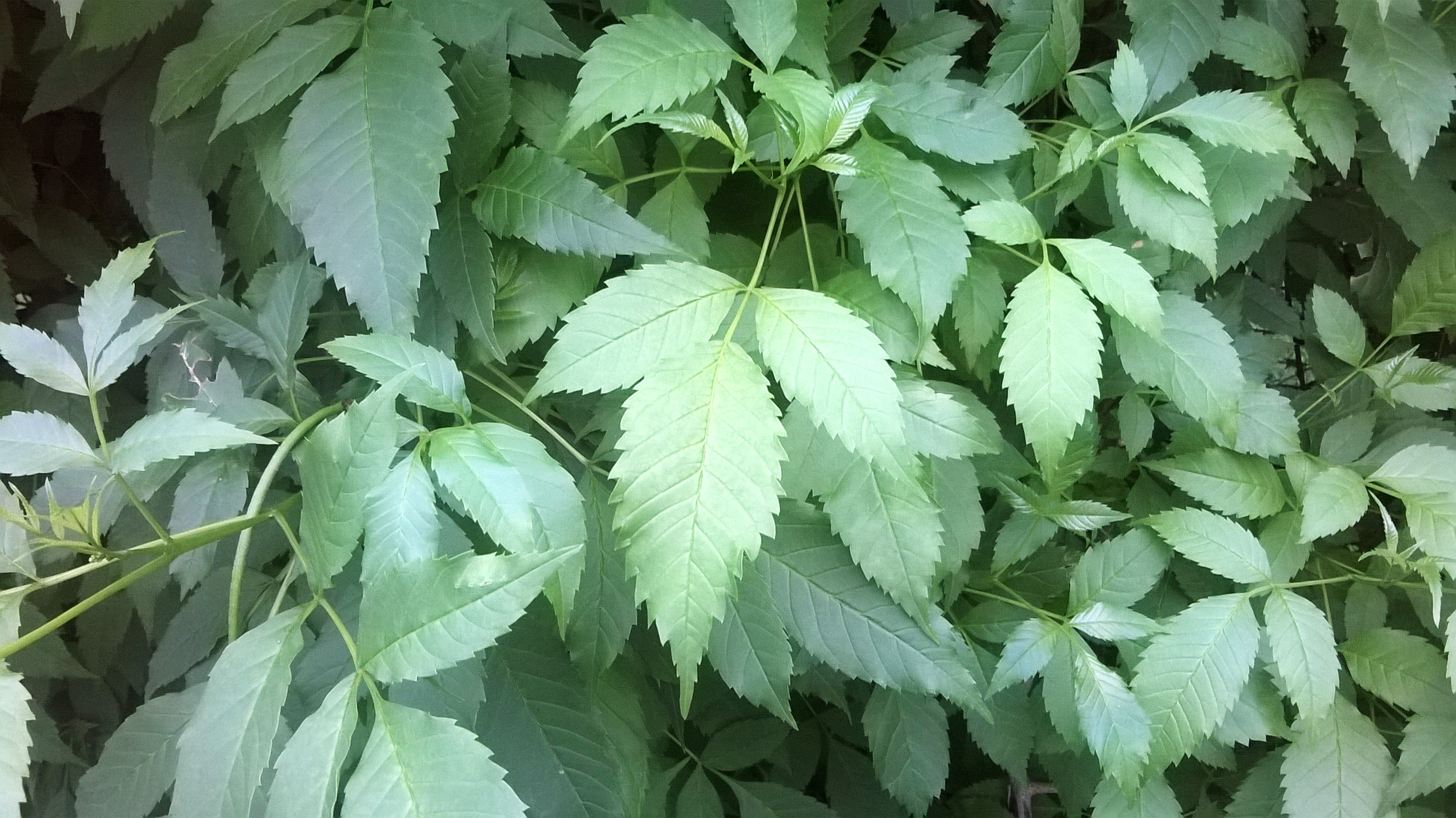
Listy tekomy vzpřímené
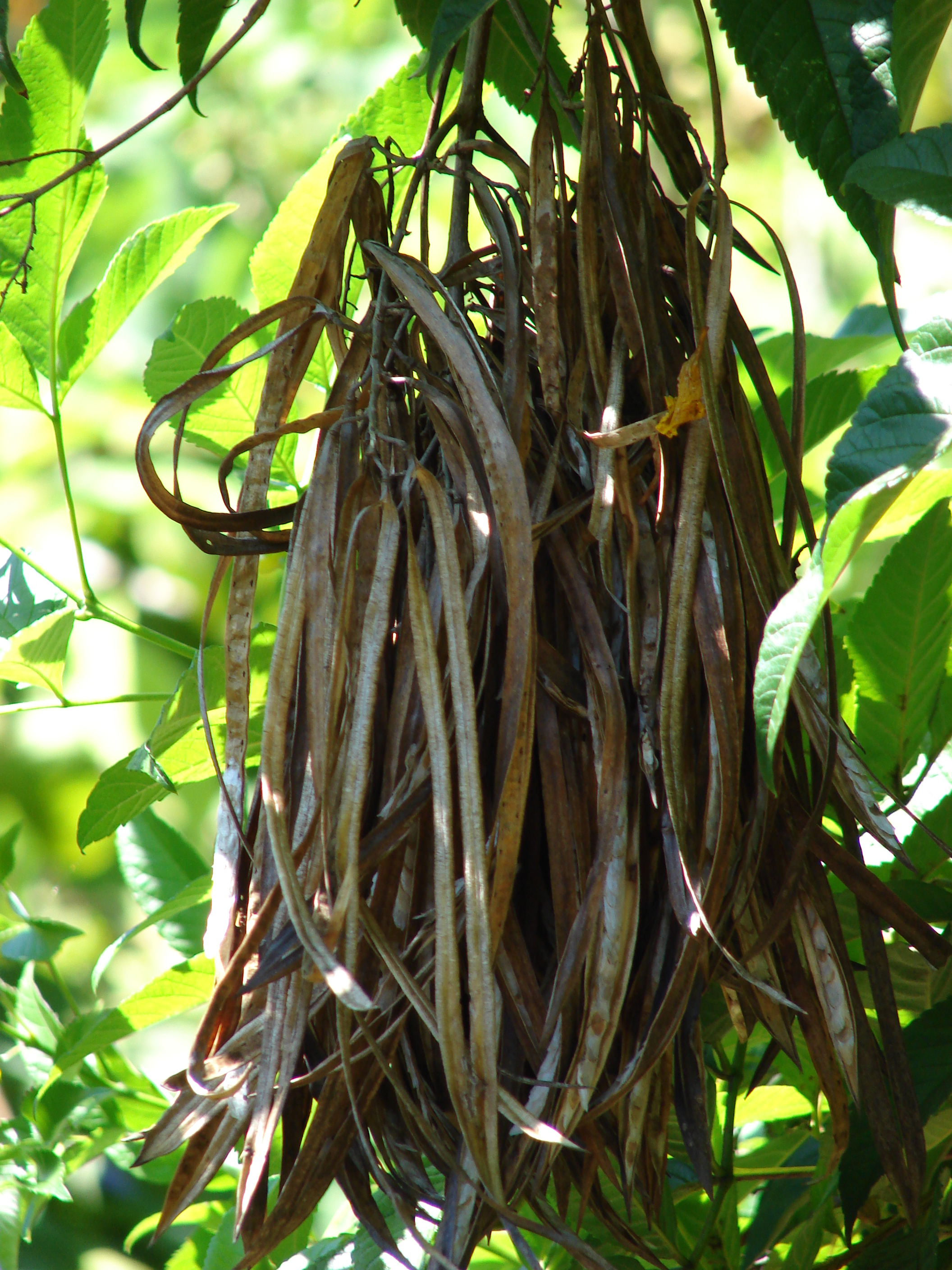
Plody tekomy vzpřímené

## Rozšíření
Rod tekoma zahrnuje 8 druhů. Je rozšířen v tropické a subtropické Americe. Největší areál rozšíření má tekoma vzpřímená (Tecoma stans), která se vyskytuje od Arizony, Texasu a Floridy až po Argentinu. V Jižní Americe tekomy rostou zejména v suchých vnitřních andských údolích a podél Karibského pobřeží.

## Ekologické interakce
Květy tekom navštěvují kolibříci a různý hmyz, zejména včely.

## Taxonomie
Rod Tecoma je v rámci čeledi trubačovité řazen do tribu Tecomeae. Někdy je do něj vřazován africký rod Tecomaria, zahrnující 2 druhy. Ve fylogenetické studii z roku 2009 se však zjistilo, že rod Tecomaria je příbuznější rodu Podranea a taxon Tecoma v takovém pojetí není monofyletický.

## Zástupci
- tekoma vzpřímená (Tecoma stans)[11]

## Význam
Tekoma vzpřímená (Tecoma stans) je pěstována jako okrasná dřevina v tropech a subtropech celého světa. Často je vysazována i ve Středomoří. Rostlina má též využití v medicíně při cukrovce a bolestech žaludku, silný odvar z listů a kůry se používá jako diuretikum, při léčbě syfilis a proti střevním parazitům. Z listů se vyrábí přírodní insekticid proti housenkám.[zdroj⁠?!] Z dalších druhů je pěstována např. Tecoma castanifolia se žlutými květy a jednoduchými listy a hybridní Tecoma x smithii, kříženec tekomy vzpřímené a tekomárie kapské.